# Un million dans une main d'enfant
Pour plus de détails, voir Fiche technique et Distribution.
Un million dans une main d'enfant est un film muet français réalisé par Adrien Caillard, et sorti en 1921.

## Fiche technique
- Titre : Un million dans une main d'enfant
- Réalisation : Adrien Caillard
- Scénario : Alfred Machard d'après sa pièce
- Photographie : Maurice Desfassiaux (en)
- Société de production : Visio Films
- Société de distribution :  Pathé Consortium Cinéma
- Pays de production :  France
- Langue : film muet avec les intertitres en français
- Format : Noir et blanc — 35 mm — 1,33:1 — Muet
- Genre :
- Métrage : 1 330 mètres
- Durée : 45 minutes
- Date de sortie :
  - France : 11 février 1921

## Distribution
- Simone Genevois : Benjamine
- Marguerite Ninove : Madame Muche
- Albert Mayer : Monsieur Muche
- Henri Maillard : le fakir
- Maurice Touzé : Michel
- Odile Jantes : la petite curieuse